# Трофей Мілленіума
Трофей Мілленіума (англ. Millennium Trophy) - регбійна нагорода, яка розігрується між двома збірними: Ірландії та Англії і вручається під час турніру шести націй. Вперше цей приз було розіграно у 1988 році, 1000-чоліття Дубліна. Трофей виглядає як шолом вікінга з рогами. Станом на 2017 рік Англія виграла трофей 18 разів, а Ірландія — 12.

## Результати матчів
| Дата            | Стадіон               | Домашня команда | Результат | Команда гостей | Переможець |
| --------------- | --------------------- | --------------- | --------- | -------------- | ---------- |
| 18 березня 2017 | Авіва, Дублін         | Ірландія        | 13 – 9    | Англія         |            |
| 27 лютого 2016  | Твікенем, Лондон      | Англія          | 21 — 10   | Ірландія       | Англія     |
| 1 березня 2015  | Авіва, Дублін         | Ірландія        | 19 — 9    | Англія         |            |
| 22 лютого 2014  | Твікенем, Лондон      | Англія          | 13 — 10   | Ірландія       | Англія     |
| 10 лютого 2013  | Авіва, Дублін         | Ірландія        | 6 — 12    | Англія         | Англія     |
| 17 березня 2012 | Твікенем, Лондон      | Англія          | 30 — 9    | Ірландія       | Англія     |
| 19 березня 2011 | Авіва, Дублін         | Ірландія        | 24 — 8    | Англія         |            |
| 27 лютого 2010  | Твікенем, Лондон      | Англія          | 16 — 20   | Ірландія       |            |
| 28 лютого 2009  | Кроук Парк, Дублін    | Ірландія        | 14 — 13   | Англія         |            |
| 15 березня 2008 | Твікенем, Лондон      | Англія          | 33 — 10   | Ірландія       | Англія     |
| 24 лютого 2007  | Кроук Парк, Дублін    | Ірландія        | 43 — 13   | Англія         |            |
| 18 березня 2006 | Твікенем, Лондон      | Англія          | 24 — 28   | Ірландія       |            |
| 27 лютого 2005  | Ленсдаун Роуд, Дублін | Ірландія        | 19 — 13   | Англія         |            |
| 6 березня 2004  | Твікенем, Лондон      | Англія          | 13 — 19   | Ірландія       |            |
| 30 березня 2003 | Ленсдаун Роуд, Дублін | Ірландія        | 6 — 42    | Англія         | Англія     |
| 16 лютого 2002  | Твікенем, Лондон      | Англія          | 45 — 11   | Ірландія       | Англія     |
| 20 лютого 2001  | Ленсдаун Роуд, Дублін | Ірландія        | 20 — 14   | Англія         |            |
| 5 лютого 2000   | Твікенем, Лондон      | Англія          | 50 — 18   | Ірландія       | Англія     |
| 6 березня 1999  | Ленсдаун Роуд, Дублін | Ірландія        | 15 — 27   | Англія         | Англія     |
| 4 квітня 1998   | Твікенем, Лондон      | Англія          | 35 — 17   | Ірландія       | Англія     |
| 15 лютого 1997  | Ленсдаун Роуд, Дублін | Ірландія        | 6 — 46    | Англія         | Англія     |
| 16 березня 1996 | Твікенем, Лондон      | Англія          | 28 — 15   | Ірландія       | Англія     |
| 21 січня 1995   | Ленсдаун Роуд, Дублін | Ірландія        | 8 — 20    | Англія         | Англія     |
| 19 лютого 1994  | Твікенем, Лондон      | Англія          | 12 — 13   | Ірландія       |            |
| 20 березня 1993 | Ленсдаун Роуд, Дублін | Ірландія        | 17 — 3    | Англія         |            |
| 1 лютого 1992   | Твікенем, Лондон      | Англія          | 38 — 9    | Ірландія       | Англія     |
| 2 березня 1991  | Ленсдаун Роуд, Дублін | Ірландія        | 7 — 16    | Англія         | Англія     |
| 20 січня 1990   | Твікенем, Лондон      | Англія          | 23 — 0    | Ірландія       | Англія     |
| 18 лютого 1989  | Ленсдаун Роуд, Дублін | Ірландія        | 3 — 16    | Англія         | Англія     |
| 23 квітня 1988  | Ленсдаун Роуд, Дублін | Ірландія        | 10 — 21   | Англія         | Англія     |

1. ↑   Єдиний матч, коли трофей було розіграно не під час турніру шести націй.

## Рекорди
| Збірна   | Кількість виграних трофеїв | Роки                                                   |
| -------- | -------------------------- | ------------------------------------------------------ |
| Англія   | 18                         | 1988–1992, 1995–2000, 2002–2003, 2008, 2012–2014, 2016 |
| Ірландія | 12                         | 1993-1994, 2001, 2004–2007, 2009–2011, 2015, 2017      |

- Найдовша переможна серія: 6 – Англія, 1995–2000
- Найбільший запас між переможцем, а програвшим: 40 балів, 1997: Ірландія 6-46 Англія
- Найменший запас між переможцем, а програвшим: 1 бал, 1994: Англія 12–13 Ірландія; and 2009: Ireland 14-13 England
- Найвища сукупність: 68 балів – 2000, Англія 50–18 Ірландія
- Найнища сукупність: 18 балів – 2013, Ірландія 6-12 Англія